# Samuel de Medina
Samuel ben Moshé de Medina (en abrégé RaShDaM, hébreu : רשד"ם   ou Maharashdam ; 1505 – 12 octobre 1589), est un rabbin, talmudiste et auteur de Salonique dans l'Empire ottoman. Il a été directeur d'une yeshiva de cette ville, dont sont issus un grand nombre d'érudits éminents des XVIe et XVIIe siècles. Ses professeurs sont de célèbres talmudistes Joseph Taitazak et Levi Ibn Chaviv. Parmi ses condisciples se trouvent Isaac Adarbi, Joseph ibn Leb et Moses Almosnino . Au cours d'un séjour à Constantinople, il fait la connaissance du célèbre grammairien Menahem Lonzano, qui étudie auprès de lui pendant un certain temps et le mentionne donc comme de son professeur.
Parmi les nombreux disciples de Samuel ayant une notoriété figurent Abraham de Boton, Joseph ibn Ezra et Ḥayyim Shabbethai . Il a alimenté une controverse avec Joseph Karo et d'autres rabbins à Safed, contre lesquels il a écrit une lettre polémique (Ketav Tochachah). Il est mort à Salonique. Un de ses petits-fils est Samuel Hayyun, auteur de Bene Shemuel , romans et responsa (Salonique, vers 1613).
Il a été enterré au cimetière juif de Salonique ou sa sépulture était l'objet de pèlerinages.

## Écrits
Les œuvres de Samuel incluent :
- Ben Shemuel, Mantoue, 1622, trente homélies sur divers sujets, publiés avec une préface de son petit-fils Shemaiah
- Hiddushim (inédit), novellæ sur quelques traités talmudiques [3]
- un recueil de 956 responsa en quatre parties, dont les deux premières publiées du vivant de l'auteur (1578-87 ?) sous le titre Piske RaShDaM [4]

Une édition complète de ce dernier ouvrage a été entreprise ultérieurement par le fils de l'auteur, Moïse, qui y a ajouté une préface.